# Stanisław Ignacy Witkiewicz
Stanisław Ignacy Witkiewicz (IPA: [staˈɲiswaf iɡˈnatsɨ vʲitˈkʲɛvʲitʂ]), detto Witkacy (Varsavia, 24 febbraio 1885 – Jeziory, 18 settembre 1939) è stato un drammaturgo, filosofo, scrittore e pittore polacco.

## Biografia
Figlio del pittore e architetto Stanisław Witkiewicz, studiò Belle arti a Cracovia. In gioventù soggiornò ripetutamente in Italia, Francia e altri paesi europei, intraprendendo un lungo viaggio (1914) insieme all'amico Bronisław Malinowski, in Oceania. Partecipò alla prima guerra mondiale come ufficiale dell'esercito russo (all'epoca la Polonia faceva parte dell'Impero zarista), aderendo alla rivoluzione bolscevica e divenendo, per volere dei suoi compagni d'arme, commissario politico. Tornato in patria al termine del conflitto, fu il massimo esponente dell'avanguardia polacca, influenzando scrittori della taglia di Witold Gombrowicz e Bruno Schulz. Negli anni venti fu direttore di teatro a Zakopane e successivamente, a Varsavia, si dedicò alla pittura, dando nel contempo lezioni di letteratura e filosofia. Morì suicida nel settembre del 1939, poche settimane dopo l'invasione del suo paese da parte dell'esercito tedesco e un giorno dopo l'aggressione stalinista alla Polonia.

## Un grande innovatore
Paragonato talvolta a Jarry per il suo umorismo amaro, fu uno dei pionieri della letteratura europea fra le due guerre, teorizzando il formismo, ovverosia l'arte pura, avulsa da ogni contenuto reale. Grande innovatore, riuscì a creare un linguaggio svincolato dalle tradizioni letterarie della sua terra avvicinandosi in qualche modo all'espressionismo centroeuropeo anche in virtù del suo gusto per la caricatura e l'orrido. Fu un acuto critico della società massificata del suo tempo che trova la sua massima degradazione nei modelli di vita piccolo-borghesi che si stavano sempre più imponendo nell'Europa del tempo. Nei suoi drammi e romanzi descrisse l'irrazionalità e le inquietudini del mondo contemporaneo, che trovavano sfogo, allora come oggi, nel sesso e nella droga. I suoi scritti letterari, messi per lungo tempo al bando in Polonia e poco conosciuti al di fuori di essa, sono stati riscoperti, a partire dagli anni sessanta, sia nella sua terra di origine che in Occidente.

## Il filosofo
Strettamente connesse al teatro e alla narrativa di Witkiewicz, sono le sue concezioni filosofiche, espresse nel saggio Concetti e tesi implicate dal concetto di esistenza (1935). In una società massificata l'uomo rischia di perdere la propria identità e di divenire un semplice consumatore passivo, sia di beni culturali, o pseudo-culturali, che di consumo. Un tempo l'uomo poteva trovare ristoro nella religione, oramai per sempre tramontata, nella filosofia, a punto di morire, e nella cultura, irriconoscibile perché soffocata dal consumismo oppure al servizio di quest'ultimo. L'essere umano, avendo ormai perso ogni libertà, viene irrimediabilmente trascinato verso un'esistenza priva di emozioni e di valori spirituali.

## Opere più significative
- I calzolai (1934)
- Insaziabilità (scritto nel 1927 e pubblicato nel 1930)
- Addio all'autunno (1927)
- Concetti e tesi implicate dal concetto di esistenza (1935)
- L'indipendenza dei triangoli (1921)
- Madre (1924)
- Il Pazzo e la monaca (1924)

## Curiosità
- Witkiewicz amava molto sorprendere gli amici con degli scherzi insoliti. Un giorno Bruno Schulz volle presentare lo scrittore a Witold Gombrowicz che non lo conosceva ancora. Quando la porta si spalancò Gombrowicz vide, con suo grande stupore, un enorme nano che cresceva un po' alla volta fino ad assumere un'altezza "normale". Witkiewicz aveva infatti aperto l'uscio di casa in posizione... accovacciata[1].
- Lo scrittore amava mostrare ai suoi ospiti il suo personale «Museo degli orrori», che comprendeva, fra gli altri: la lingua essiccata di un neonato, un capello, appartenuto alla testa di Bejilis (un ebreo russo ingiustamente accusato, nel 1913, dell'assassinio di un ragazzo cristiano) e la lettera lussuriosa di una ninfomane[2]